# Улица Табейкина (Казань)
Улица Табейкина (тат. Табейкин урамы, Tabeykin uramı) находится в историческом районе Ягодная слобода Кировского района в Казани. Названа в честь Ефима Табейкина (1859—1911), деятеля революционного движения и жителя Ягодной слободы.

## География
Начинаясь от Горбатого моста, пересекает улицу Гладилова и заканчивается пересечением с Краснококшайской улицей.

## История
Улица возникла как часть Царёвококшайской улицы не позднее последней четверти XIX века и административно относилась к 6-й части города; также была известна как Бабыкин (Бабыкинский) переулок.
В первые годы советской власти улица административно относилась к 6-й части города; после введения в городе административных районов относилась к Заречному (с 1931 года Пролетарскому, с 1935 года Кировскому) району. Переименована протоколом комиссии Казгорсовета по наименованию улиц от 2 ноября 1927 года. На 1939 год на улице имелось около 20 домовладений: № 1-19/29 по нечётной стороне и № 2-16/27 по чётной.
Улица с дореволюционных времён имела преимущественно малоэтажную деревянную застройку, которая к началу XXI века была почти полностью снесена.

## Примечательные объекты
- пересечение с улицей Гладилова — дом В. П. Сафронова (1882 год, архитектор М. К. Крылов)[18].
- № 5 — бывшее общежитие швейной фабрики № 5[19].
- № 17 ― жилой дом кожобъединения[20].
- № 19а — до конца 1990-х годов в этом здании располагался детский сад № 271 «Белочка» кожобъединения, а в настоящее время находятся (или находились) казанские представительства российских радиостанций: Маяк, Эхо Москвы, Русское радио, Love Radio, Серебряный дождь и другие[19][21][22].

## Транспорт
Общественный транспорт по улице не ходит; ближайшие остановки общественного транспорта — «Гладилова» (автобус), «Шоссейная» (автобус, трамвай) на пересекающих её улицах Гладилова и Краснококшайская соответственно.
В 1930 году на улице было открыто трамвайное движение (маршрут № 5), просуществовавшее, по разным источникам, до 1937 года или до 1950-х годов.